# Labid
Labīd ibn Rabīʿa b. Mālik, Abū ʿAqīl al-ʿĀmirī (in arabo لَبيد بن ربيعة بن مالك, أبو عقيل العامِري ‎?; ... – 660) è stato un poeta mukhaḍram, cioè vissuto a cavallo tra l'epoca preislamica e quella islamica.
Nacque infatti negli ultimi decenni del secolo VI e in parte nell'età in cui ormai l'Islam si andava sempre più affermando, morendo nel 660 in età avanzata. 
Sappiamo che, ancor giovane, si recò con una delegazione della sua tribù ad al-Hīra per patrocinare le ragioni della sua tribù, i Banū ʿĀmir b. Ṣaʿṣaʿa, davanti al re Abū Qābūs al-Nuʿmān (m. 602) al cui cospetto recitò un rajaz satirico, poesia che convinse il sovrano delle regioni dei contribuli di Labīd. 
La conversione all'Islam sarebbe avvenuta nel 630 circa quando, sempre con una delegazione, si recò a Medina per stringere un'alleanza con il profeta Maometto, incontro che segnò la sua vita. Infatti si convertì all'Islam e, secondo alcune tradizioni, smise di comporre versi, notizia messa in dubbio da alcuni studiosi come Carl Brockelmann, dato che in molti suoi versi si riscontrano tracce di motivi coranici. Comunque in punto di morte, avvenuta a Kufa dove si era da tempo ritirato, indirizzò alle figlie alcuni versi in cui le sollecitava a non piangerlo, ma a ricordare le sue virtù. 
Il suo dīwān comprende 55 poesie e numerosi frammenti per un totale di 1 100 versi. Si tratta in gran parte, come è evidente anche nella sua muʿallaqa di poesia in cui il poeta celebra le lodi della sua tribù.